# Django... cacciatore di taglie
Django... cacciatore di taglie (Dos mil dólares por Coyote) è un film italo-spagnolo del 1966 diretto da León Klimovsky.

## Trama
Un cacciatore di taglie, Sam Foster è stato ferito durante una sparatoria e si rifugia nella casa dei due fratelli Jimmy e Mary in una piccola fattoria.